# Sébastien von Luxemburg
Sébastien Henri Marie Guillaume von Nassau (* 16. April 1992 in der Maternité Grande-Duchesse Charlotte in Luxemburg) ist Prinz von Luxemburg, Prinz von Nassau und Bourbon-Parma. Er ist der jüngste Sohn des Großherzogs Henri von Luxemburg und dessen Frau Maria Teresa Mestre y Batista und durch die Verfassungsänderung 2011 auf Platz 10 der Thronfolge nach seinen älteren Brüdern Erbgroßherzog Guillaume und dessen Söhnen Charles und François, Prinz Félix, dessen Kinder Amalia, Liam und Balthasar  und seiner Schwester Prinzessin Alexandra und deren Tochter Victorie. Sein Bruder Louis hat mit seiner Eheschließung auf seine Ansprüche auf den Thron verzichtet.

## Leben
Nach dem Kindergarten in Angelsberg besuchte Sébastien die St. George’s International School in Luxemburg und setzte anschließend seine schulische Laufbahn in Großbritannien fort. Er besuchte dort zunächst die Summer Fields School und absolvierte die Sekundarstufe am Ampleforth College. 2011 schloss er schließlich die International School of Luxembourg mit Abitur ab. 
2015 machte er in den Vereinigten Staaten seinen Bachelor in Marketing und Kommunikation. 2017 absolvierte er die Royal Military Academy Sandhurst.
Seit 2010 ist Sébastien Ritter des Nassauischen Hausordens vom Goldenen Löwen.

## Aufgaben und Interessen
| Luxemburger Großherzogsfamilie |
| --- |
| |
| SKH Großherzog Henri IKH Großherzogin Maria Teresa - SKH Erbgroßherzog Guillaume IKH Erbgroßherzogin Stéphanie - SKH Prinz Charles - SKH Prinz François - SKH Prinz Félix IKH Prinzessin Claire - IKH Prinzessin Amalia - SKH Prinz Liam - SKH Prinz Balthasar - SKH Prinz Louis - SKH Prinz Gabriel - SKH Prinz Noah - IKH Prinzessin Alexandra - Victoire Bagory - SKH Prinz Sébastien |
| - IKKH Prinzessin Marie-Astrid - SKH Prinz Jean IKH Prinzessin Diane - IKH Prinzessin Margaretha - SKH Prinz Guillaume IKH Prinzessin Sibilla |
| - IKH Prinzessin Joan |

Sébastien nimmt regelmäßig an den Aktivitäten der großherzoglichen Familie und offiziellen Veranstaltungen wie dem Nationalfeiertag oder der Abschlusszeremonie der Muttergottesoktav teil. 
Darüber hinaus ist der Prinz oberster Schirmherr der luxemburgischen Wasserrettungsorganisation „Fédération luxembourgeoise de natation et de sauvetage“.

### Rugby
Während seiner Zeit am Ampleforth College entdeckte Sébastien Rugby für sich. Nachdem er mehrere Jahre für seinen Verein Rugby Club Luxembourg (RCL) gespielt hatte, wurde er zum Stammspieler der Luxemburgische Rugby-Union-Nationalmannschaft gewählt. Derzeit ist er auch fester Bestandteil der Mannschaft seiner Universität.

## Vorfahren
| Ahnentafel Prinz Sébastien von Luxemburg | Ahnentafel Prinz Sébastien von Luxemburg                                                    | Ahnentafel Prinz Sébastien von Luxemburg                                                  | Ahnentafel Prinz Sébastien von Luxemburg                                                       | Ahnentafel Prinz Sébastien von Luxemburg                                                                                    | Ahnentafel Prinz Sébastien von Luxemburg                              | Ahnentafel Prinz Sébastien von Luxemburg                              | Ahnentafel Prinz Sébastien von Luxemburg                             | Ahnentafel Prinz Sébastien von Luxemburg                             |
| ---------------------------------------- | ------------------------------------------------------------------------------------------- | ----------------------------------------------------------------------------------------- | ---------------------------------------------------------------------------------------------- | --- | --------------------------------------------------------------------- | --------------------------------------------------------------------- | -------------------------------------------------------------------- | -------------------------------------------------------------------- |
| Ururgroßeltern                           | Herzog Robert I. (Parma) (1848–1907) ⚭ 1884 Infantin Maria Antonia von Portugal (1862–1959) | Großherzog Wilhelm IV. (1852–1912) ⚭ 1893 Infantin Maria Anna von Portugal (1861–1942)    | König Albert I. (Belgien) (1875–1934) ⚭ 1900 Herzogin Elisabeth Gabriele in Bayern (1876–1965) | Prinz Carl von Schweden, Herzog von Västergötland (1861–1951) ⚭ 1897 Prinzessin Ingeborg Charlotte von Dänemark (1878–1958) | Francisco Mestre ⚭ 1894 Matilde Ramos-Almeyda                         | Lucas Alvarez (1868–1940) ⚭ 1895 Narcisa Tabió (1878–1942)            | Melchior Batista (1859–1932) ⚭ 1883 Julia González (1860–1934)       | Laureano Falla (1859–1929) ⚭ 1889 Maria Dolores Bonet (1863–1949)    |
| Urgroßeltern                             | Prinz Felix von Bourbon-Parma (1893–1970) ⚭ 1919 Großherzogin Charlotte (1896–1985)         | Prinz Felix von Bourbon-Parma (1893–1970) ⚭ 1919 Großherzogin Charlotte (1896–1985)       | König Leopold III. (Belgien) (1901–1983) ⚭ 1926 Prinzessin Astrid von Schweden (1905–1935)     | König Leopold III. (Belgien) (1901–1983) ⚭ 1926 Prinzessin Astrid von Schweden (1905–1935)                                  | Jose Antonio Mastre (1897–1961) ⚭ 1924 Maria Narcisa Alvarez (1899–?) | Jose Antonio Mastre (1897–1961) ⚭ 1924 Maria Narcisa Alvarez (1899–?) | Augustin Batista (1899–1968) ⚭ 1926 Maria Teresa Falla (1898–1973)   | Augustin Batista (1899–1968) ⚭ 1926 Maria Teresa Falla (1898–1973)   |
| Großeltern                               | Großherzog Jean (1921–2019) ⚭ 1953 Prinzessin Joséphine Charlotte von Belgien (1927–2005)   | Großherzog Jean (1921–2019) ⚭ 1953 Prinzessin Joséphine Charlotte von Belgien (1927–2005) | Großherzog Jean (1921–2019) ⚭ 1953 Prinzessin Joséphine Charlotte von Belgien (1927–2005)      | Großherzog Jean (1921–2019) ⚭ 1953 Prinzessin Joséphine Charlotte von Belgien (1927–2005)                                   | José Antonio Mestre (* 1926) ⚭ 1951 Maria Teresa Batista (1928–1988)  | José Antonio Mestre (* 1926) ⚭ 1951 Maria Teresa Batista (1928–1988)  | José Antonio Mestre (* 1926) ⚭ 1951 Maria Teresa Batista (1928–1988) | José Antonio Mestre (* 1926) ⚭ 1951 Maria Teresa Batista (1928–1988) |
| Eltern                                   | Großherzog Henri (* 1955) ⚭ 1981 María Teresa Mestre (* 1956)                               | Großherzog Henri (* 1955) ⚭ 1981 María Teresa Mestre (* 1956)                             | Großherzog Henri (* 1955) ⚭ 1981 María Teresa Mestre (* 1956)                                  | Großherzog Henri (* 1955) ⚭ 1981 María Teresa Mestre (* 1956)                                                               | Großherzog Henri (* 1955) ⚭ 1981 María Teresa Mestre (* 1956)         | Großherzog Henri (* 1955) ⚭ 1981 María Teresa Mestre (* 1956)         | Großherzog Henri (* 1955) ⚭ 1981 María Teresa Mestre (* 1956)        | Großherzog Henri (* 1955) ⚭ 1981 María Teresa Mestre (* 1956)        |
| Prinz Sébastien von Luxemburg (* 1992)   |                                                                                             |                                                                                           |                                                                                                | |                                                                       |                                                                       |                                                                      |                                                                      |